# باگامسان (گیونگ سانگ شمالی)
باگامسان (به لاتین: Baegamsan) یک کوه در کره جنوبی است که در Gyeongsangbuk-do, South Korea واقع شده‌است. باگامسان ۱٬۰۰۴ متر بالاتر از سطح دریا واقع شده‌است.